# ChaoJi
ChaoJi连接器(又称CHAdeMO 3.0)是一个发布于2020年的次时代充电标准，支持使用超大功率直流电为电动汽车充电。在该充电标准下，ChaoJi连接器具有双纽线形状（∞）以及底部边缘平坦的特性，并且支持高达900千瓦功率的直流电充电。
该设计标准结合了与 CHAdeMO（全球性）和国标充电标准（中国大陆用）的向后兼容性，并为每个系统设计了专用的适配器。 此外，ChaoJi的电路接口设计也同样兼容组合充电系统（CCS），其主要用于欧洲与北美地区。